# Paul Lovejoy
Paul Ellsworth Lovejoy (* 6. Mai 1943 in Girard (Pennsylvania)) ist ein kanadischer Afrikahistoriker und emeritierter Hochschullehrer an der Universität York in Toronto.
Nach dem M. A. 1967 an der University of Wisconsin–Madison in Geschichte erwarb er ebendort 1973 den Ph.D. mit der Dissertation The Hausa Kola Trade, 1700–1900: A Commercial System in the Continental Exchange of West Africa. Er lehrt noch als Distinguished Research Professor an der York University und auf dem Canada Research Chair in der Geschichte der afrikanischen Diaspora.
Lovejoy ist Gründungsdirektor des Harriet Tubman Institute for Research on History of Africa. Er ist der Herausgeber der Harriet Tubman Series of books on the African Diaspora. Er wirkte bei einer ARTE-Produktion zum Menschenhandel (2018) als Berater mit.
Lovejoy ist Fellow der Royal Society of Canada II. Die Zeitschrift Journal of Global Slavery des Brill Verlags vergibt jährlich einen Paul-E.-Lovejoy-Preis für einen sehr guten Aufsatz.

## Schriften
- Slavery in the Global Diaspora of Africa, London: Routledge 2019, ISBN 9780367731199.
- mit Ali Moussa Iye, Nelly Schmidt (Hrsg.): Slavery, Resistance and Abolitions: A Pluralistic Perspective, Paris: UNHCHR 2019, ISBN 978-1569026663.
- Jihad and Slavery in West Africa during the Age of Revolutions (1780–1850). Athens, Ohio University Press 2016, ISBN 978-0821422403.
- Transformations in Slavery: A History of Slavery in Africa (African Studies, Band 117), 2012, ISBN 978-1107002968.
- The African Diaspora: Revisionist Interpretations of Ethnicity, Culture and Religion under Slavery. In (1997): Studies in the World History of Slavery, Abolition and Emancipation.[5]

## Einzelbelege
1. ↑  The Harriet Tubman Institute | The Harriet Tubman Institute at York University. Abgerufen am 25. September 2022 (kanadisches Englisch).
2. ↑  Paul Lovejoy | York University. York University, abgerufen am 25. September 2022 (englisch).
3. ↑  imfernsehen GmbH & Co KG: Menschenhandel Folge 2: 1375 – 1620: Für alles Gold der Welt. Abgerufen am 25. September 2022.
4. ↑  Paul E. Lovejoy Prize. Abgerufen am 25. September 2022 (englisch).
5. ↑  Paul Lovejoy: The African Diaspora: Revisionist Interpretations of Ethnicity, Culture and Religion under Slavery. In: Studies in the World History of Slavery, Abolition and Emancipation,. 1997 (academia.edu [abgerufen am 1. November 2022]).

| Personendaten    | Personendaten           |
| ---------------- | ----------------------- |
| NAME             | Lovejoy, Paul           |
| ALTERNATIVNAMEN  | Lovejoy, Paul Ellsworth |
| KURZBESCHREIBUNG | kanadischer Historiker  |
| GEBURTSDATUM     | 6. Mai 1943             |
| GEBURTSORT       | Girard (Pennsylvania)   |